# Belser Stilgeschichte
Die Belser Stilgeschichte ist eine Buchreihe zur Kunstgeschichte, die 1968 bis 1971 im Belser-Verlag, Stuttgart, erschien.

## Einzelbände
- Band 1: Walther Wolf (1900–1973): Frühe Hochkulturen: Ägypten, Mesopotamien, Ägäis, 1969
- Band 2: Walter-Herwig Schuchardt (1900–1976): Griechische Kunst, 1968
- Band 3: Helga von Heintze (1919–1996): Römische Kunst, 1969
- Band 4: Irmgard Hutter: Frühchristliche Kunst, Byzantinische Kunst 1968
- Band 5: Hans Holländer (1932–2017): Kunst des Frühen Mittelalters, 1969
- Band 6: George Zarnecki (1915–2008): Romanik  1970
- Band 7: Florens Deuchler (1931–2018): Gotik 1970
- Band 8: Manfred Wundram (1925–2015) Renaissance, 1970
- Band 9: Erich Hubala (1920–1994) Barock und Rokoko, 1971
- Band 10: Adolf Max Vogt (1920–2013): 19. Jahrhundert 1971
- Band 11: Maurice Besset (1921–2008): 20. Jahrhundert 1971
- Band 12: Heribert Hutter (1926–2012), Irmgard Hutter: Konfrontationen: vergleichende Stilgeschichte 1971

1985 bis 1990 erschien die Neue Belser Stilgeschichte in sechs Bänden (Herausgeber Christoph Wetzel (1944–2020)):
- Band 1: Christoph Wetzel, Walther Wolf Frühgeschichte und frühe Hochkulturen 1990
- Band 2: Walter Herwig-Schuchardt, Helga von Heintze, Irmgard Hutter: Griechische und Römische Antike, 1987
- Band 3: Irmgard Hutter, Hans Holländer, Christoph Wetzel: Kunst des Frühen Mittelalters, 1987
- Band 4: George Zarnecki, Florens Deuchler, Irmgard Hutter: Romanik, Gotik, Byzanz, 1986
- Band 5: Manfred Wundram, Erich Hubala Renaissance und Manierismus, Barock und Rokoko, 1985
- Band 6: Adolf Max Vogt, Maurice Besset, Christoph Wetzel: Vom Klassizismus bis zur Gegenwart 1989

1999 erschienen eine dreibändige Studienausgabe und eine CD-ROM Ausgabe.
- Band 1 (Altertum): Frühgeschichte und Frühe Hochkulturen / Griechische und Römische Antike
- Band 2 (Mittelalter): Kunst des frühen Mittelalters / Romanik, Gotik, Byzanz
- Band 3 (Neuzeit): Renaissance und Manierismus, Barock und Rokoko / Vom Klassizismus bis zur Gegenwart.